# Almudena Alberca
Almudena Alberca   (Madrid, 1978) és una enòloga espanyola que ostenta el títol Master of Wine de l'Institut Master of Wine.

## Biografia
Almudena Alberca va néixer a Madrid i va créixer a Salamanca. Va estudiar Enginyeria Tècnica Agrícola a la Universitat de Salamanca, així com la Llicenciatura en Enologia i Màster en Viticultura a la Universitat de Valladolid.
A l'inici de la seua carrera professional va participar en dues veremes, la primera en 2003 a Zamora i la segona en 2004 a Nova Zelanda. Quan va tornar en 2005 treballa com a assistent en diferents cellers i finalment en 2007 s'incorpora a Vinyes del Cenit (D.O. Tierra del Vino de Zamora) com a enòloga i gerent. Posteriorment exercirà com a Directora tècnica en Dominio de Atauta (D.O. Ribera del Duero) i, des de l'any 2015, en Bodegas Viña Mayor (D.O. Ribera del Duero, Rueda, Toro, Valdeorras i Rías Baixas), pertanyent al Grup Bodegas Palacio 1894.
Posseeix el Advanced Certificate WSET atorgat pel Wines and Spirits Education Trust amb seu a Londres.
En 2018 va rebre el títol Master of Wine, el més prestigiós i difícil d'obtenir dins del món del vi, s'atorga des de 1953 per The Institute of Masters of Wine, amb seu a Londres. Aquest assoliment ha tingut gran repercussió en els mitjans de comunicació per ser la primera dona espanyola a rebre aquest títol.